# الفتح الإسلامي لأفغانستان
الفتح الإسلامي لأفغانستان هي سلسلة من المعارك العسكرية التي بدأت بعد الفتح الإسلامي لفارس بعدما هاجر المسلمون العرب شرقا إلى خراسان، سيستان وما وراء النهر.
15 سنة بعد معركة نهاوند، سيطروا على جميع المعاقل الساسانية باستثناء أجزاء من أفغانستان ومكران.